# Efren Ramirez

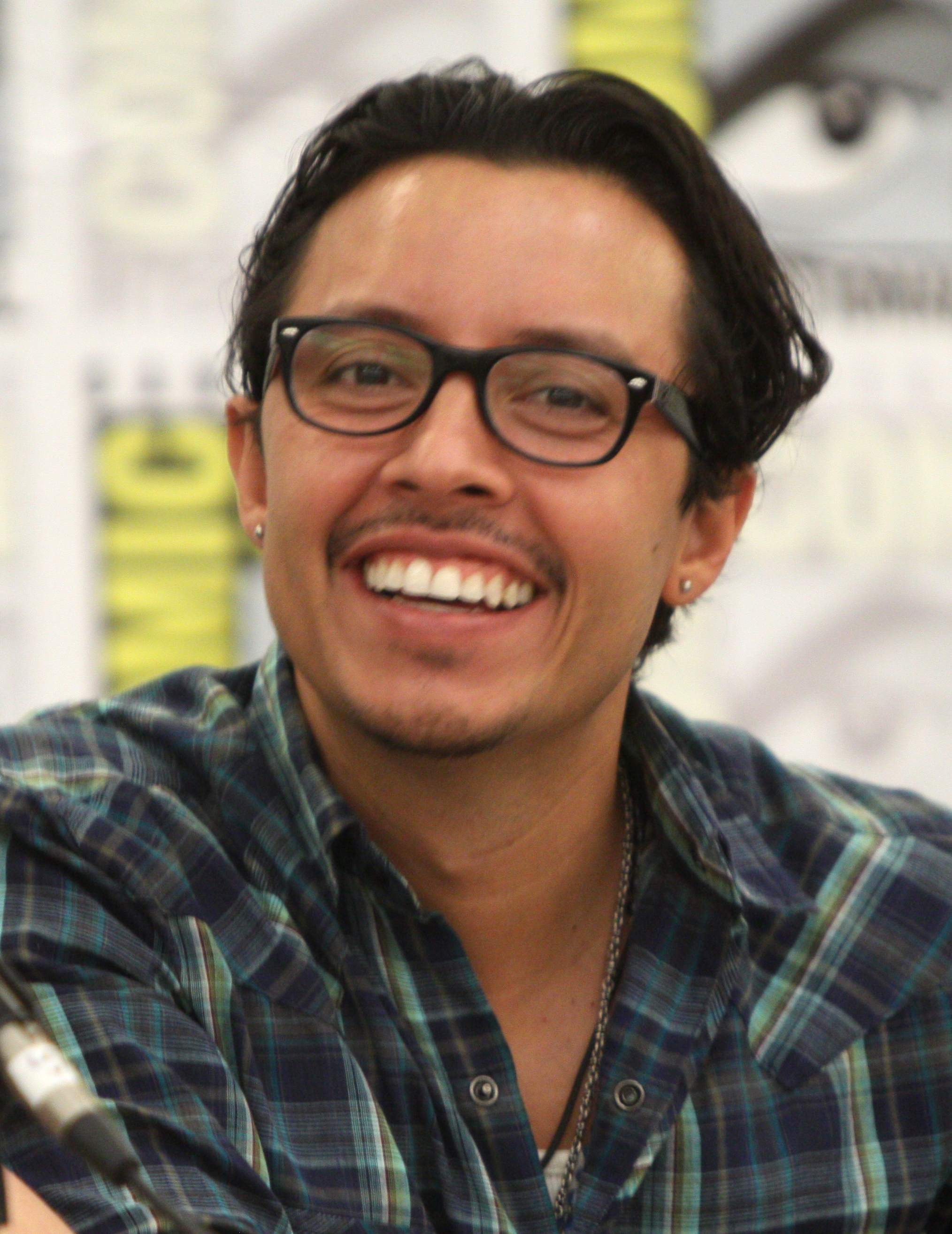
Efren Ramirez (2011)

Efren Ramirez (* 2. Oktober 1973 in Los Angeles, Kalifornien) ist ein US-amerikanischer Schauspieler, Filmproduzent und Komponist.

## Filmografie

### Darsteller
- 1994: Tammy and the T-Rex
- 1995: Chaos! Schwiegersohn Junior im Gerichtssaal (Jury Duty)
- 1996: Kazaam – Der Geist aus der Flasche (Kazaam)
- 1996: Beziehungsweise (Relativity, Fernsehserie, zwei Folgen)
- 1997: Dangerous Minds – Eine Klasse für sich (Dangerous Minds, Fernsehserie, Folge 1x13 The Feminine Mystique)
- 1997: Ein ganz normaler Heiliger (Mothing Sacred, Fernsehserie, Folge 1x09 A Bloody Miracle)
- 1998: Melting Pot
- 1999: Rayan Caulfield: Year One
- 1999: Killer Kobra (King Cobra)
- 1999: Chicken Soup for the Soul (Fernsehserie, Folge Paco Come Home)
- 2000: Missing Pieces (Fernsehfilm)
- 2000: Rave
- 2000–2001: Boston Public (Fernsehserie, zwei Folgen)
- 2000–2001: Eben ein Stevens (Even Stevens, Fernsehserie, zwei Folgen)
- 2001: Milo – Die Erde muss warten
- 2003: Für alle Fälle Amy (Judging Amy, Fernsehserie, Folge 4x21 Ein gewichtiger Fall)
- 2003: Emergency Room – Die Notaufnahme (ER, Fernsehserie, Folge 10x07 Steuerschuld)
- 2004: Napoleon Dynamite
- 2004: Just Hustle
- 2004: The District – Einsatz in Washington (The District, Fernsehserie, Folge 4x20 Ten Thirty-Three)
- 2005: Robot Chicken (Fernsehserie, Folge 1x20 Tollkirsche, Stimme)
- 2006: Walkout – Aufstand in L.A. (Walkout, Fernsehfilm)
- 2006: Gettin' Some Jail Time
- 2006: Tomorrow's Yesterday
- 2006: All You've Got
- 2006: Crank
- 2006: Mad TV (MADtv, Fernsehserie, Folge 12x03)
- 2006: Employee of the Month
- 2007: Moola
- 2007: American Dad (Fernsehserie, Folge 2x11 Illegale Zaubärhaftis)
- 2007: El Tigre: The Adventures of Manny Rivera
- 2007: Crossing the Heart
- 2007: Scrubs – Die Anfänger (Scrubs, Fernsehserie, Folge 7x05 Mein inneres Kind)
- 2008: Mother Goose Parade (Fernsehfilm)
- 2009: Ratko: The Dictator's Son
- 2009: Crank 2: High Voltage
- 2009: Gamer
- 2010: The Pool Boys
- 2010–2012: Eastbound & Down (Fernsehserie, zehn Folgen)
- 2012: Casa de Mi Padre
- 2015: Constantine (Fernsehserie, Folge 1x09  The Saint of Last Resorts: Part 2)
- 2022: Lightyear (Stimme)

### Produzent
- 2006: Sundance 2006 (Fernsehfilm)

### Musik
- 2003: Nines